# Крэм, Стив
Сти́вен (Стив) Крэм (англ. Stephen Cram; род. 14 октября 1960, Гейтсхед, Тайн-энд-Уир) — британский бегун на средние дистанции, который специализировался на дистанции 1500 метров. Чемпион Европы в 1982 и 1986 годах. На олимпийских играх 1980 года занял 8-е место. Экс-рекордсмен мира в беге на 1500 метров, 2000 метров и 1 милю. Победитель мемориала Ван Дамме в 1983, 1984, 1986 и 1988 годах. Занял 4-е место на Олимпиаде 1988 года.

## Биография

### Спортсмен
C начала сезона 1983 года Крэм страдал из-за повторяющейся травмы икроножной мышцы.

### После спорта
В настоящее время[когда?] является комментатором BBC Sport.
В 2021 году был избран президентом Британской федерации спортивного ориентирования.

## Семья
- Мать — Мария — родилась в Германии. Крэм рассматривал возможность представлять Германию из-за доминирования Коу и Оветта в то время.
- Жена — Карен (развелись в 2006 году);
  - Живёт с бывшей спортсменкой Эллисон Кербишли в Нортумберленде.
- Дети — Джози и Маркус — добились определённых успехов в забегах для несовершеннолетних,
- Младший брат — Кевин — умер осенью 2001 года в возрасте 39 лет во время пробежки в Кардиффе.
- Сестра.

## Результаты

### Рекорды
| Дистанция                               | Результат    | Место        | Дата         | Видео        |
| Рекорды мира                            | Рекорды мира | Рекорды мира | Рекорды мира | Рекорды мира |
| --------------------------------------- | ------------ | ------------ | ------------ | ------------ |
| 1500 метров                             | 3.29,67      | Ницца        | 16.7.1985    | ·            |
| 1 миля                                  | 3.46,32      | Осло         | 26.8.1985    | ·            |
| 2000 метров                             | 4.51,39      | Будапешт     | 4.8.1985     | ·            |
| Личные рекорды (не являющиеся мировыми) |              |              |              |              |
| 800 метров                              | 1.42,88      | Цюрих        | 21.8.1985    | ·            |
| 1000 метров                             | 2.12,88      | Гейтсхед     | 9.8.1985     |              |
| 3000 метров                             | 7.43,1       | Лондон       | 29.8.1983    |              |
| 2 мили                                  | 8.14,93      | Лондон       | 29.8.1983    |              |
| 5000 метров                             | 13.28,58     | Джарроу      | 3.6.1989     |              |
| Марафон                                 | 2:35.43      |              | 1999         |              |

1. ↑  (последняя прямая)